# CEDICT
Пројекат CEDICT, чији је зачетник Пол Денисовски (Paul Denisowski), покренут је 1997. године, с циљем да се формира потпун кинеско-енглески рјечник са изговором израженим на пинјину.

## Историја развоја
| Година | Догађај |
| ------ | --- |
| 1991   | Џим Брин (Jim Breen) је покренуо пројекат као рјечник за јапански језик. |
| 1997   | Пол Денисовски је покренуо пројекат CEDICT, по узору на . |
| 1999   | Власништво над пројектом је прешло на Ерика Петерсона. |
| 2007   | MDBG је покренуо нови пројекат под називом CC-CEDICT, што је наставак пројекта CEDICT, али под новом дозволом за употребу, којом се омогућује да базу користи више разних пројеката. Поред тога, уређен је начин рада на бази којим се боље организовао поступак додавања, уређивања и обраде нових уноса. |